# Mouais
Mouais (bretonisch: Lanvoe) ist eine französische Gemeinde mit 356 Einwohnern (Stand: 1. Januar 2022) im Département Loire-Atlantique in der Region Pays de la Loire; sie gehört zum Arrondissement Châteaubriant-Ancenis und zum Kanton Guémené-Penfao. Die Einwohner werden Mouaisiens genannt.

## Geographie
Die Gemeinde Mouais liegt an der Grenze zum Département Ille-et-Vilaine, etwa 53 Kilometer nordnordwestlich von Nantes am Fluss Chère. Umgeben wird Mouais von den Nachbargemeinden Grand-Fougeray im Westen und Norden, La Dominelais im Norden und Nordosten, Sion-les-Mines im Osten, Lusanger im Südosten sowie Derval im Süden. Durch den Westen der Gemeinde führt die Route nationale 137.

## Bevölkerungsentwicklung
| Jahr                       | 1962 | 1968 | 1975 | 1982 | 1990 | 1999 | 2006 | 2015 | 2022 |
| Einwohner                  | 377  | 356  | 331  | 302  | 280  | 259  | 328  | 384  | 356  |
| Quellen: Cassini und INSEE |      |      |      |      |      |      |      |      |      |

## Sehenswürdigkeiten
- Kirche Notre-Dame-de-l'Assomption aus dem 11. Jahrhundert
- Kapelle Saint-Marcellin
- Wassermühle

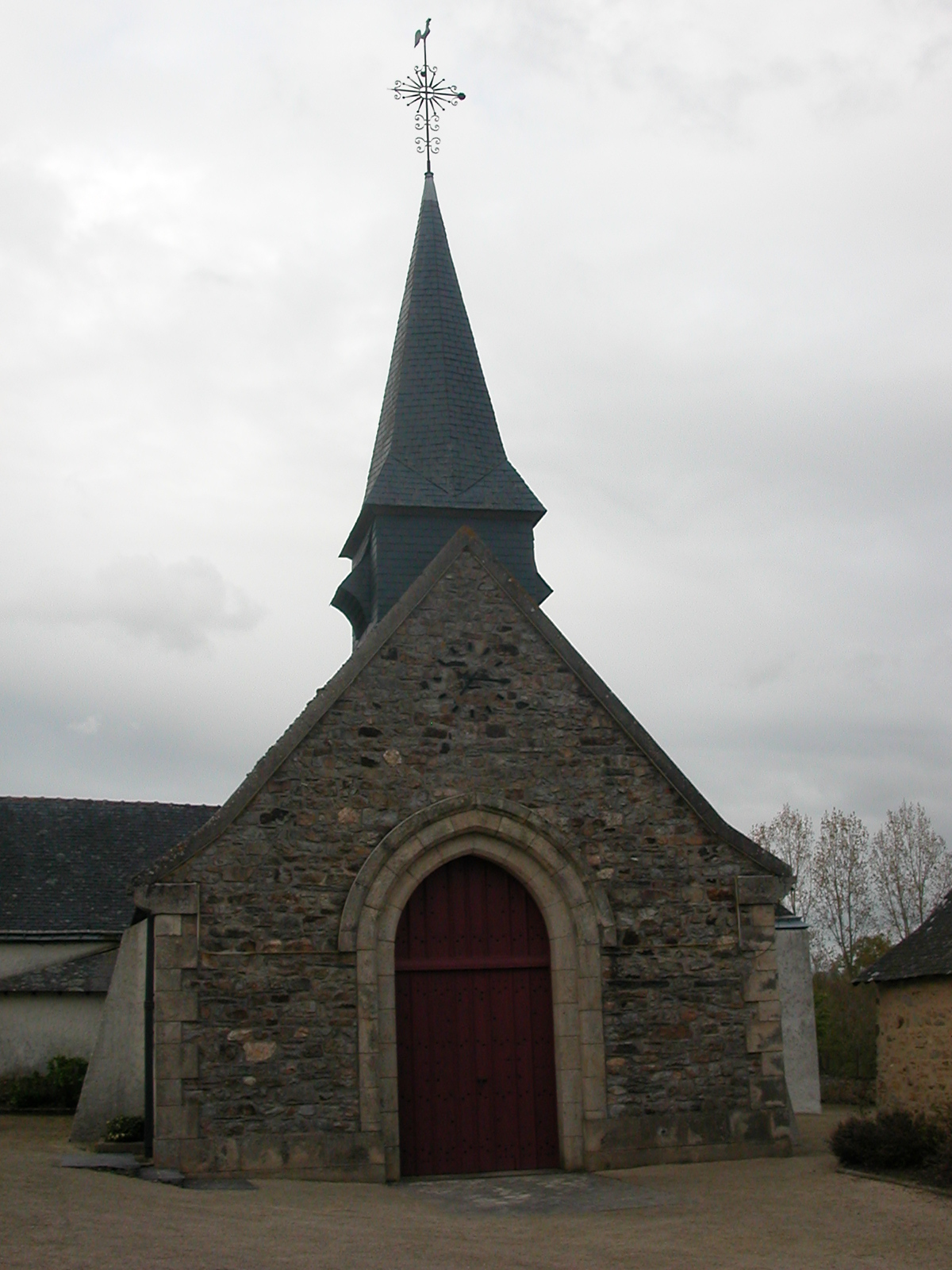
Kirche Notre-Dame-de-l'Assomption
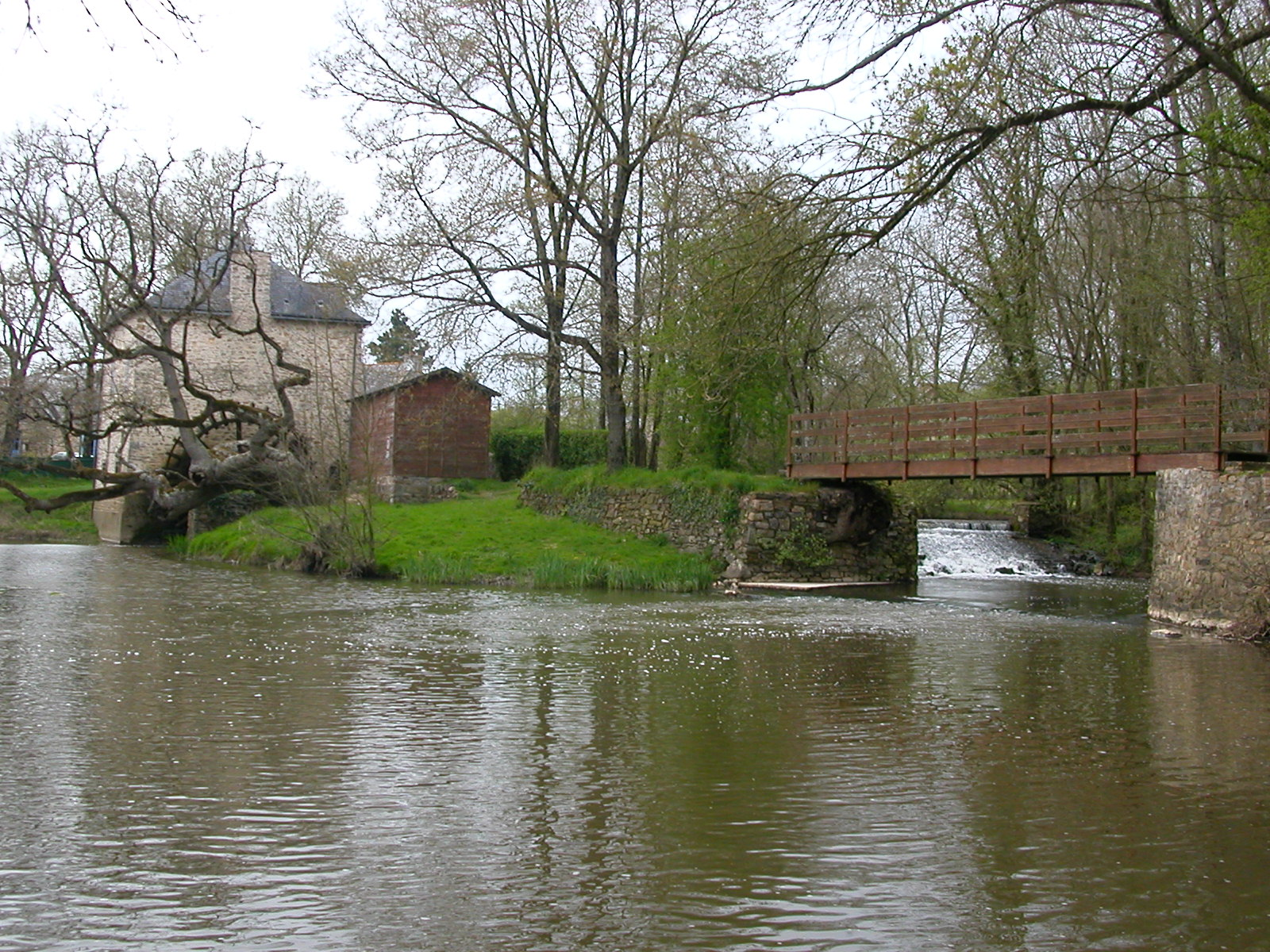
Wassermühle